# Seznam estonskih kolesarjev
Seznam estonskih kolesarjev.

## A
- Andrus Aug

## J
- Gert Jõeäär

## K
- Tanel Kangert
- Jaan Kirsipuu

## N
- Aksel Nõmmela

## P
- Aavo Pikkuus

## S
- Erika Salumäe

## T
- Rein Taaramäe
- Janek Tombak